# Prototipo (automobile)
Un prototipo è un tipo di vettura biposto a ruote coperte, progettata e realizzata appositamente per le competizioni automobilistiche, fatto che rende i prototipi classificabili tra le concept car. La categoria in cui queste automobili concorrono è solitamente denominata Sport Prototipi, la quale deriva dalla unione dei prototipi con la preesistente categoria di auto da competizione Sport. Queste automobili sono  gare e costruite in un numero ridottissimo di esemplari e ciò le differenzia da altre vetture sportive, spesso impegnate nelle medesime gare, ma che derivano da modelli omologati per uso stradale, quali Gran Turismo o Turismo.

## Storia
I prototipi hanno avuto in passato e possono avere tuttora (regolamento permettendo) due diverse conformazioni di carrozzeria che li rendono facilmente distinguibili al pubblico: Spider, dette anche barchette, cioè sport aperte nella zona dell'abitacolo, o coupé, cioè prototipi con il tetto e porte, questi ultimi vengono anche chiamati GTP (Gran Turismo Prototipo).
I prototipi sono divenuti la classe regina delle competizioni a ruote coperte a partire dagli anni sessanta, quando hanno cominciato a sostituire al vertice le automobili sportive derivate dalla grande serie. Fino ad allora le più famose competizioni per vetture a ruote coperte, quali il Campionato del mondo per Vetture Sport e la 24 Ore di Le Mans che ne faceva parte, erano terreno di caccia per le Gran Turismo elaborate e le Vetture Sport: queste ultime erano automobili ad elevate prestazioni che devono comunque comprendere tutti gli equipaggiamenti normalmente previsti e legalmente richiesti per la circolazione sulle strade pubbliche; le Sport erano dotate obbligatoriamente di luci, silenziatore di scarico, ruota di scorta e bagagliaio, ma venivano concepite fin dall'inizio pensando a un loro impiego nelle competizioni a scapito del comfort e della praticità quotidiana.
Nel periodo in cui il Campionato viene dedicato alle vetture gran turismo, tra il 1962 e il 1965, una parte delle gare in calendario, in modo particolare le grandi classiche di durata e su strada, è aperto alle macchine costruite appositamente per le competizioni, ovvero le vetture sport e i prototipi.
Le vetture sport, come negli anni precedenti, sono macchine progettate e costruite per le corse in un numero minimo di esemplari e dotate di motori con cilindrata massima di 3.0 litri. I prototipi sono un innovativo tipo di macchina da corsa la cui principale differenza rispetto alle vetture sport è che possono essere costruiti anche in pezzi unici. I primi esemplari, chiamati nel 1962 prototipi sperimentali, vengono costruiti per disputare il Challenge mondiale endurance e dotati di motori con cilindrata massima di 4.0 litri. Nel 1963, questa nuova categoria viene regolamentata ufficialmente dalla Commissione Sportiva Internazionale che permette ai costruttori di utilizzare motori di qualunque cilindrata ma stabilisce dei vincoli nelle misure della carrozzeria in quanto sulla base di questa macchine rinominate prototipi gran turismo dovrà in seguito essere realizzata una vera vettura gran turismo da vendere al pubblico.
La definizione di Prototipo era spesso conferita a quelle GT e Sport talmente modificate da non poter essere considerate quali facenti parte di una costruzione in serie. A volte erano costrette a iscriversi tra i prototipi le vetture sportive realizzate in un numero di esemplari talmente limitato da non raggiungere il minimo previsto dai regolamenti della Commissione Sportiva Internazionale della FIA per essere definite come "prodotte in serie" oppure fino a quando non avessero raggiunto tale requisito.
Le grandi classiche dell'epoca, 12 Ore di Sebring, Targa Florio, 1000 km del Nürburgring e 24 Ore di Le Mans, prove valide anche per il Challenge mondiale endurance, vengono dominate dalle vetture sport e dai prototipi che però non concorrono per il Campionato assoluto ma solo per classifiche secondarie, la Coppa vetture sport nel 1962 e il Trofeo internazionale prototipi gran turismo dal 1963 al 1965.
La Ferrari porta in gara la 250 TR 61, la 246 SP, la 330 TR, la 330 LM, la 196 SP, la 250 P, la 275 P, la 250 LM, la 330 P, la 330 P2, la 365 P2 e la Dino 206 SP con cui si aggiudica la Coppa di divisione nel 1962, e il Trofeo per i prototipi nel 1963 e 1965, due volte la Targa Florio e quattro volte la 24 Ore di Le Mans oltre a numerose altre corse su pista su strada e in salita. La Casa di Maranello si rende anche protagonista di quella che viene chiamata guerra Ferrari-Ford che nel 1964 spinge la casa americana a costruire un prototipo per partecipare al Campionato, la GT 40 con cui vince la sua prima corsa l'anno successivo. Con diverse evoluzioni delle piccole 718 e 904 la Porsche vince la Coppa sport nella seconda divisione nel 1962 e il Trofeo prototipi nel 1964 in tutte e due le classi in quanto la Ferrari non ottiene punti validi non avendo disputato tutte le prove in programma. Si mettono in luce anche la Abarth, la Lotus, la Maserati, la Chaparral, la Brabham e la Elva che centrano alcune vittorie assolute e di classe, mentre OSCA, Austin-Healey, DB, Aston Martin, Cooper, Bonnet, Alpine e Triumph non vanno oltre qualche piazzamento. Dopo la discesa in campo della Ford, che ingaggiò una feroce rivalità con la Ferrari non badando a spese pur di raggiungere la vittoria in queste gare, e la successiva "escalation" delle prestazioni, la Federazione decise di bandire i prototipi più veloci.
Nel 1968, ponendo per queste vetture il limite di cilindrata di 3 litri, l'obiettivo fu parzialmente raggiunto, ma la definizione di un requisito di produzione per le Vetture Sport 5 litri dimezzato da 50 a 25 esemplari fece sì che Porsche e Ferrari dessero fondo alle loro finanze per realizzare una serie di 25 "prototipi" con cui sfidarsi per la vittoria assoluta. Negli anni seguenti, fino al 1971, queste Sport in serie limitata dominarono il campo, tanto che la Federazione decise di fondere le categorie Sport e Prototipi a partire dal 1972, rimuovendo il minimo di produzione e imponendo limiti su peso minimo e cilindrata massima che riducessero le prestazioni.
Nel corso degli ultimi anni, spesso i prototipi sono stati rallentati nelle prestazioni mediante l'attuazione di regolamenti più restrittivi, mentre sovente le GT hanno beneficiato di maggiori libertà, perciò in più occasioni si è potuto assistere anche a sfide fra le 2 categorie.
Attualmente, i principali campionati endurance a livello mondiale utilizzano due tipi di vetture: i prototipi, che godono di maggiore flessibilità nella progettazione e le GT derivate dalla serie con maggiori vincoli da rispettare; ogni serie disciplina a sua discrezione l'aspetto dei prototipi che possono risultare quindi anche molto diversi, nonostante ciò sono accomunate dal fatto che i prototipi per regolamento raggiungono prestazioni nettamente superiori alle GT.

## Tipi di sport prototipi
Qui di seguito sono elencati alcuni tra i più importanti tipi di vetture sport e prototipi utilizzati nelle competizioni automobilistiche nel corso degli anni e disciplinati da diverse federazioni od organi:
- Gruppo 4: concepito dalla FIA per le Sport e utilizzato nel Campionato del mondo sportprototipi e serie nazionali nel periodo 1969-1972.
- Gruppo 5: concepito dalla FIA per le Sport e utilizzato nel Campionato del mondo sportprototipi e serie nazionali negli settanta. A partire dal 1972 in esso conversero le Sport e i Prototipi, dando vita al neologismo Sport Prototipo.
- Gruppo 6: concepito dalla FIA per i prototipi e utilizzato a intervalli nel Campionato del mondo sportprototipi e serie nazionali negli anni sessanta, settanta e ottanta.
- Gruppo C: concepito dalla FIA per i prototipi e utilizzato nel Campionato del mondo sportprototipi e serie nazionali negli anni ottanta e novanta.
- Gran Turismo prototipo (GTP): concepito nel 1976 dall'ACO ed utilizzato alla 24 Ore di Le Mans per le vetture con carrozzeria chiusa, fino all'avvento del Gruppo C[4]; anche l'IMSA, di concerto con l'ACO[5], utilizzò tale acronimo nel Campionato IMSA GTP negli anni 80 e 90[6].
- Le Mans Prototype (LMP): concepito dall'ACO nel 1994 ed utilizzato attualmente alla 24 Ore di Le Mans, nel Campionato del Mondo Endurance FIA, nel WeatherTech SportsCar Championship, nell'European Le Mans Series (denominata fino al 2011 Le Mans European Series) e nei campionati American Le Mans Series (1999-2013) e Intercontinental Le Mans Cup (2010-2011), ormai defunti.
- Daytona Prototype (DP): concepito dalla Grand American Road Racing Association e utilizzato nel campionato Rolex Sports Car Series a partire dal 2003.
- Daytona Prototype International (DPi); concepito dalla  Grand American Road Racing Association e utilizzato nel WeatherTech SportsCar Championship dal 2017 al 2022, basato sulle LMP2.
- Le Mans Hypercar (LMH); concepito dall'ACO e dalla FIA e utilizzato nel Campionato del Mondo Endurance FIA dal 2021 e nell'IMSA WeatherTech SportsCar Championship dal 2023 in classe Hypercar con le LMDh.
- Le Mans Daytona Hybrid (LMDh); concepito dall'ACO, dalla FIA e dalla Grand American Road Racing Association, utilizzato nel Campionato del Mondo Endurance FIA e nell'IMSA WeatherTech SportsCar Championship dal 2023 con le LMH.